# Carlos Áñez
Carlos Enrique Áñez Oliva, noto semplicemente come Carlos Áñez (6 luglio 1995), è un calciatore boliviano, difensore o centrocampista dell'Oriente Petrolero.